# Горлиця (хутір)
Го́рлиця (рос. Горлица) — хутір в Глазовському районі Удмуртії, Росія.

## Населення
Населення — 4 особи (2010).

## Історія
Хутір був утворений 2004 року Указом Державної Ради Удмуртії від 22 червня на території колишнього піонертабору, йому було надано назву та підпорядковано Гульоковській сільській раді.